# کیم سوک
این یک نام کره‌ای است؛ نام خانوادگی کیم است.
کیم سوک (کره‌ای: 김석؛ زادهٔ ۱۰ اوت ۱۹۹۲) سوارکار و بازیگر سابق اهل کره جنوبی است. او حرفهٔ بازیگری خود را به عنوان بازیگر کودک در سال ۱۹۹۷ آغاز کرد و درفیلم‌ها و مجموعه‌های تلویزیونی مانند وقتی نه ساله شدم (۲۰۰۴)، سئول ۱۹۴۵ (۲۰۰۶) و روزگار شاهزاده (۲۰۰۶) ایفای نقش کرد. در سال ۱۹۹۹، کیم سوک توسط پدرش به منظور افزایش استقامت خود، به سوارکاری تشویق شد اما به خاطر مهارت‌هایش در این ورزش، باعث شد تا فعالیت‌های سرگرمی خود را در سال ۲۰۰۹ رها کند و بر فعالیت خود به عنوان عضوی از تیم ملی سوارکاری کره تمرکز کند. او در بازی‌های آسیایی ۲۰۱۰ در گوانگ‌ژو و در بازی‌های آسیایی ۲۰۱۴ در اینچئون شرکت کرد.